# Tsukudani
Tsukudani (佃煮?) este un fruct de mare mic, algă sau carne, care a fost încălzită în sos de soia si mirin. Presiunea osmotică mare păstrează ingredientele.

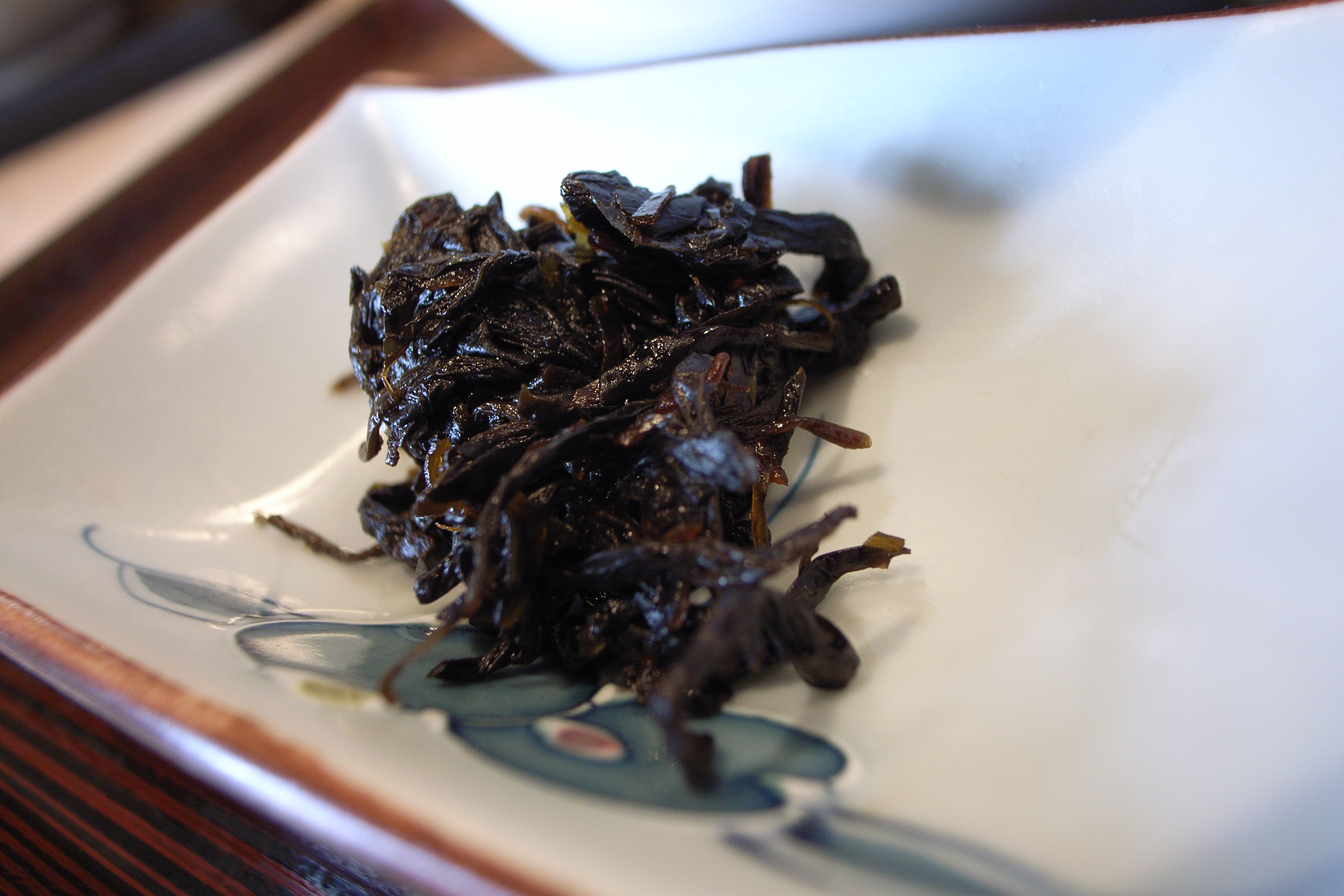
O mâncare de tsukudani făcută din kombu

Numele își are originea din Tsukudajima, insula (aflată în prezent în Chūō, Tokyo) unde a fost făcută pentru prima oară în perioada Edo. Multe tipuri de tsukudani sunt vândute. Tsukudani făcute tradițional sunt păstrabile și au fost preferate ca măncare ce ține încă de pe perioada Edo.